# VH1 Dinamarca
VH1 Dinamarca é canal de música dirigidas aos adultos dinamarqueses de  25 aos 50 anos. 
O canal foi lançado em 15 de março de 2008 Dedicado a programação dinamarquesa para o canal está no lançamento limitado a um show gráfico semanal organizada pela personalidade do rádio Dan Rachlin. O restante da programação é composta de videoclipes e conteúdo a partir de vários canais da Viacom Media Networks.
Inicialmente, o canal estava transmitindo apenas pela manhã, Nickelodeon estava transmitindo em outros horários. No início de 2009, Nickelodeon teve a sua própria frequência e o VH1 passou a transmitir a toda a hora.
A transmissão dinamarquesa não está disponível no satélite, como a Viacom Media Networks não fez um acordo com a Canal Digital e Viasat. Em vez da versão local, o VH1 Europa está disponível na Internet e por satélite para os telespectadores dinamarqueses.
Foi anunciado que a estação será extinta em 1 de abril de 2024. Será substituída pela NickMusic.
1. ↑  «Norlys varsler prisstigning og kanalændringer på tv-pakker fra 1. marts - den lille tv-pakke stiger med 45,- / måned». digitalt.tv (em dinamarquês). 19 de janeiro de 2024. Consultado em 25 de janeiro de 2024
2. ↑  «Driftsinfo - VH1 ændre navn til NickMusic». www.waoo.dk (em dinamarquês). Consultado em 25 de janeiro de 2024